# 約翰·盧傑斯
約翰·盧傑斯（英語：Jovan "John" Lukic；1960年12月11日—），是塞爾維亞裔前足球守門員。
約翰·盧傑斯整個職業生涯只代表了2個球會，列斯聯和阿仙奴，出場共668次，曾代表英格蘭U21足球代表隊及英格蘭足球代表乙隊。
約翰·盧傑斯現在是一位守門員教練和晚餐後演講作為宣傳國家旅遊。

## 球會生涯
約翰·盧傑斯加盟列斯聯成為學徒。1979年他首次為列斯聯出場，共出場165次。1983年7月以£75,000轉會至阿仙奴，替代柏-真寧斯。到了1984-85賽季中期，他是球會1號，並贏得了聯賽杯冠軍，1987年的英格蘭甲級聯賽，約翰·盧傑斯是球會 1987–88, 1988–89及1989–90的正選守門員。約翰·盧傑斯出戰1989年賽季最後一場比賽，成功協助球隊2 : 0贏利物浦，並奪得該季英格蘭甲級聯賽冠軍。
1990年，阿仙奴領隊佐治·格拉咸，在昆士柏流浪簽入施文，令約翰·盧傑斯失去正選席位，最終以£1,000,000再一次加盟列斯聯，並贏得1991-92英格蘭甲級聯賽冠軍及1995-96聯賽杯亞軍。
1996年，列斯聯簽入奈傑爾·馬丁，約翰·盧傑斯再一次回到阿仙奴，作為施文的副手，1996-97共出場15次。1997年，阿仙奴簽入亞歷山大·曼寧格，約翰·盧傑斯只能成為三號守門員。
2000年，歐洲足協盃決賽，亞歷山大·曼寧格受傷，約翰·盧傑斯進入出賽名單，雖然不敵加拉塔薩雷，但因而贏得了一個亞軍獎牌。
2000年球季，由於球會其他守門員受傷，約翰·盧傑斯再次進入一線隊，打了四次比賽。對陣打比郡，約翰·盧傑斯只差一個月便到他的40歲生日;另外，2000年10月17日對陣拉素的比賽，使他在當時成為最年長的球員參加歐洲冠軍聯賽。

## 國家隊生涯
約翰·盧傑斯從未被徵召加入英格蘭足球代表隊，只被徵召加入英格蘭U21足球代表隊及英格蘭足球代表乙隊，80年代未，約翰·盧傑斯曾考慮選擇南斯拉夫國家足球隊(約翰·盧傑斯故鄉)，但後來放棄了。

## 榮譽
- 阿仙奴
- 英格蘭甲組聯賽：1988-89（冠軍）
- 英格蘭聯賽杯：1987（冠軍）
- 列斯聯
- 英格蘭甲級聯賽：1991-92（冠軍）

## 外部連結
- （英文） 阿仙奴官網簡介